# 세트-페리브센
세트-페리브센(Seth-Peribsen)은 이집트 제2왕조의 제7대 파라오이다. 애초에는 세케미브("마음이 강하다")라는 호루스 이름으로 통치했으나, 후에 페리브센(모든 마음의 희망)이라는 세트 이름으로 개명하였다.
세트-페리브센의 시대에는 분열의 조짐이 보인다. 세레크의 상징이 호루스에서 세트로 바뀌었다. 아비도스에 있는 장례 묘석에 들어 있는 호루스 이름의 세레크에서 호루스의 매 대신 세트의 동물로 바뀌었다. 페리브센의 후임인 카세켐위는 두 신을 모두 포용하는 정책을 썼다.

## 참고 문헌
- 피터 클레이턴(Peter Clayton) 저, 정영목 역, 《파라오의 역사》, 까치, 2004

| 전임 세네지 | 제7대 이집트 제2왕조의 파라오 17년 | 후임 세케리브-페렌마하트 |